# Meles (Gattung)
Meles ist eine Gattung eurasischer Dachse, die lange als monospezifisch betrachtet, in jüngster Zeit aber in vier parapatrisch verbreitete Arten aufgeteilt wurde. Der Europäische Dachs besiedelt Europa ostwärts bis zur Wolga, der Asiatische Dachs kommt in großen Teilen Asiens bis zu Amurregion vor, das Verbreitungsgebiet des Transkaukasischen Dachs reicht von Vorderasien bis ins südlichen Zentralasien, der Japanische Dachs lebt in Japan. Zusammen mit dem Schweinsdachsen (Arctonyx) bilden sie die Unterfamilie der Melinae.

## Beschreibung

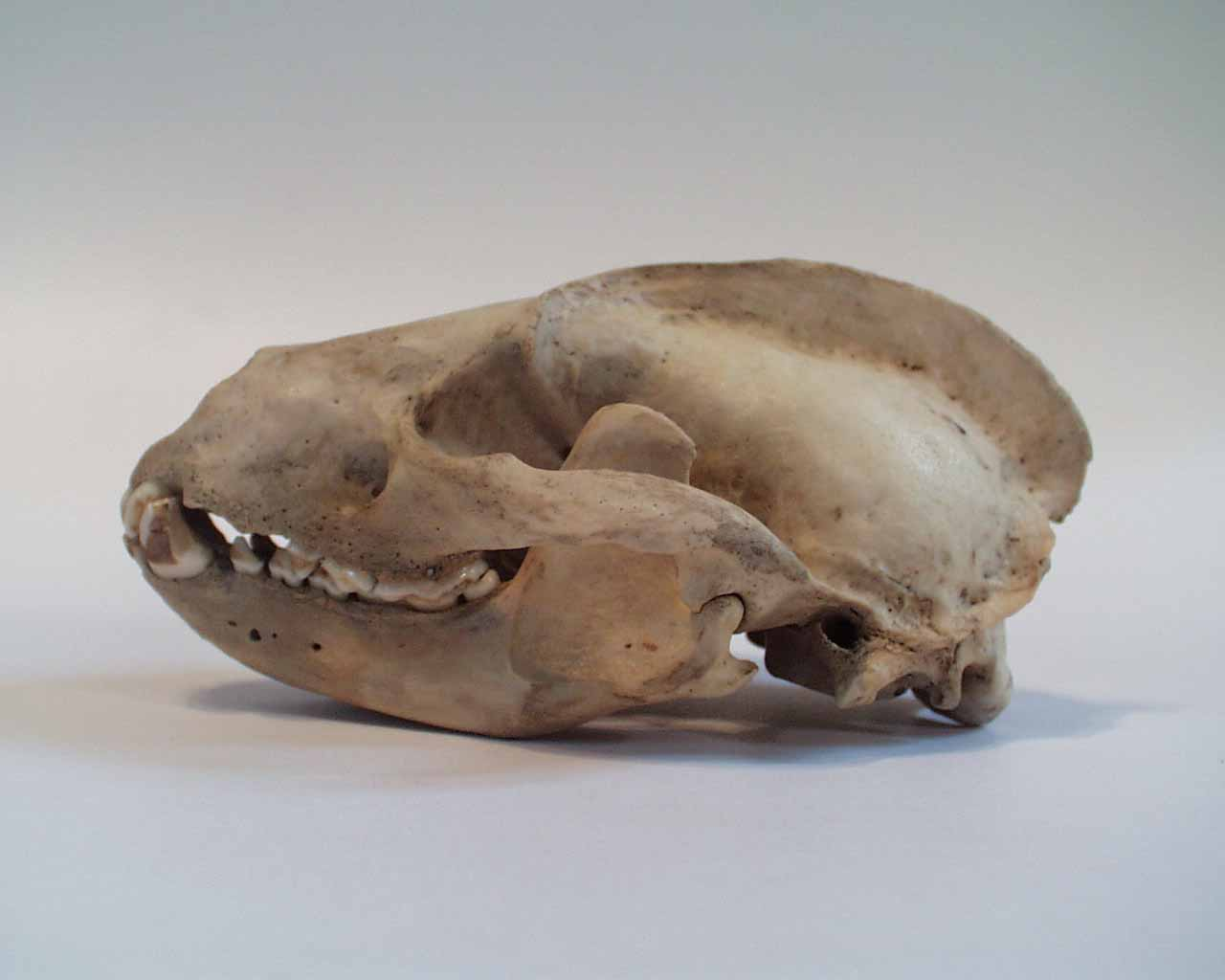
Schädel eines Dachses. Gut zu erkennen ist der ausladende Jochbogen (vorn ins Bild ragend), der hohe Sagittalkamm (über dem Hirnschädel) und das kapselartig eingeschlossene Kiefergelenk (rechts unter dem Jochbogen)

Die vier Arten dieser Gattung sind kräftig gebaute, plump wirkende Marder, die mit ihrer gedrungenen Gestalt optimal an ein Leben in selbstgegrabenen Erdbauten angepasst sind. Der Kopf ist relativ klein und kaum vom kurzen Hals abgesetzt, die rüsselförmig verlängerte Nase überragt die Oberlippe um mindestens 1,5 cm. Der Nasenspiegel ist breit und rund. Die runden Ohrmuscheln sind relativ klein. Der Rumpf ist hinten breiter als vorne, der Schwanz und die Extremitäten sind recht kurz. Von den breiten Pfoten tragen die vorderen lange, nicht einziehbare Grabklauen, während die hinteren Krallen kürzer sind. Vermutlich wachsen die Vorderkrallen in Anpassung an ständige Grabtätigkeit schneller nach, als die hinteren. Dachse stehen in ihrer Fortbewegung zwischen Sohlen- und Zehengängern. Beim Auftreten werden nur die Fingerballen und der Handballen auf dem Boden aufgesetzt, während der Handwurzelballen denselben nicht berührt. Die Sohlen sind unbehaart. Weibliche Dachse tragen drei Paar Zitzen, die auch bei Männchen als Brustwarzen vorhanden sind. Die Subcaudaldrüse, die zwischen Schwanzwurzel und After liegt, ist als 2–6 cm tiefe Tasche ausgeprägt, zudem finden sich beiderseits des Anus die mardertypischen Analbeutel. Das abgesonderte Sekret dient vermutlich der Individualerkennung und der Erkennung von Zugehörigkeiten zu einem Familienverband. Duftmarken werden an zahlreichen Stellen in einem Territorium angebracht, besonders häufig an dessen Grenzen.
Die Kopfrumpflänge liegt zwischen 50 und 90 cm, die durchschnittlich größten Vertreter der Gattung finden sich in der Kaukasusregion (Meles meles heptneri), die südlichen Populationen des Japanischen Dachses sind die kleinste Form.

### Fell
Der Kopf zeigt ein charakteristisches und auffälliges, schwarz-weißes Streifenmuster, das beim Japanischen Dachs allerdings nur sehr verwaschen ausgeprägt und bei einigen Individuen dieser Art auf zwei dunkle Augenflecken beschränkt ist. Die Funktion dieser kontrastreichen Zeichnung ist nicht abschließend geklärt. Sie könnte, ähnlich wie beim Streifenmuster der Skunks, eine warnende Wirkung auf Feinde haben, wovon allerdings vermutlich vor allem Jungtiere profitieren würden, da ausgewachsene Dachse kaum natürliche Feinde haben. Nach einer anderen Theorie könnte sie ein im Halbdunkel auch auf größere Distanzen gut sichtbares Erkennungsmerkmal für Artgenossen darstellen.
Das Fell der übrigen Oberseite ist – insbesondere bei einigen ostasiatischen Formen – recht langhaarig. Vor der hellen Haarspitze befindet sich ein dunkler Bereich, der etwa 1/3 der Haarlänge ausmacht. Die Unterseite ist dunkelbraun bis schwarz behaart, auf dem Bauch ist das Haarkleid sehr schütter und lässt die nackte Haut durchscheinen.

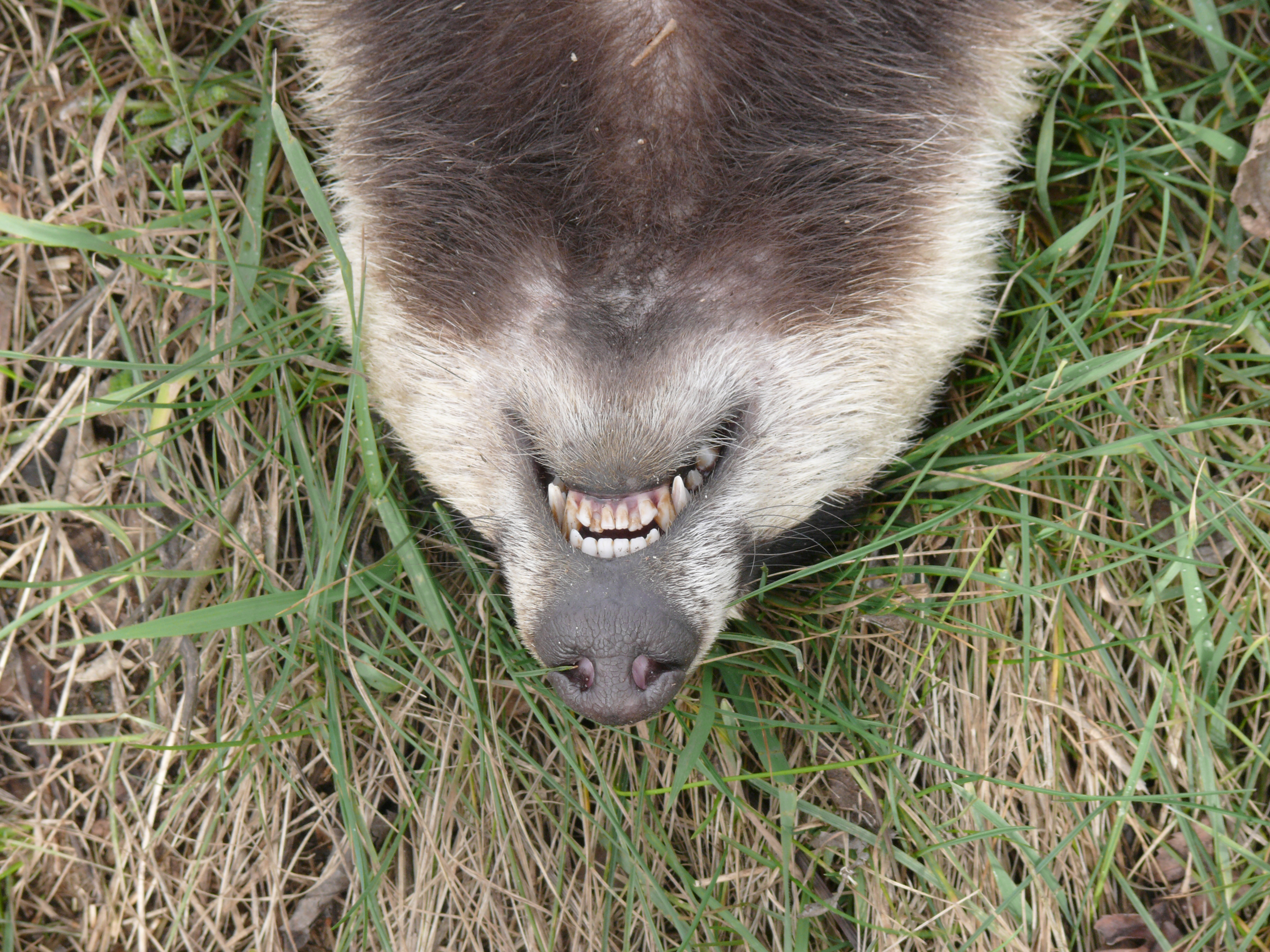
Rüsselförmige Schnauze und Gebiss bei einem toten Europäischen Dachs
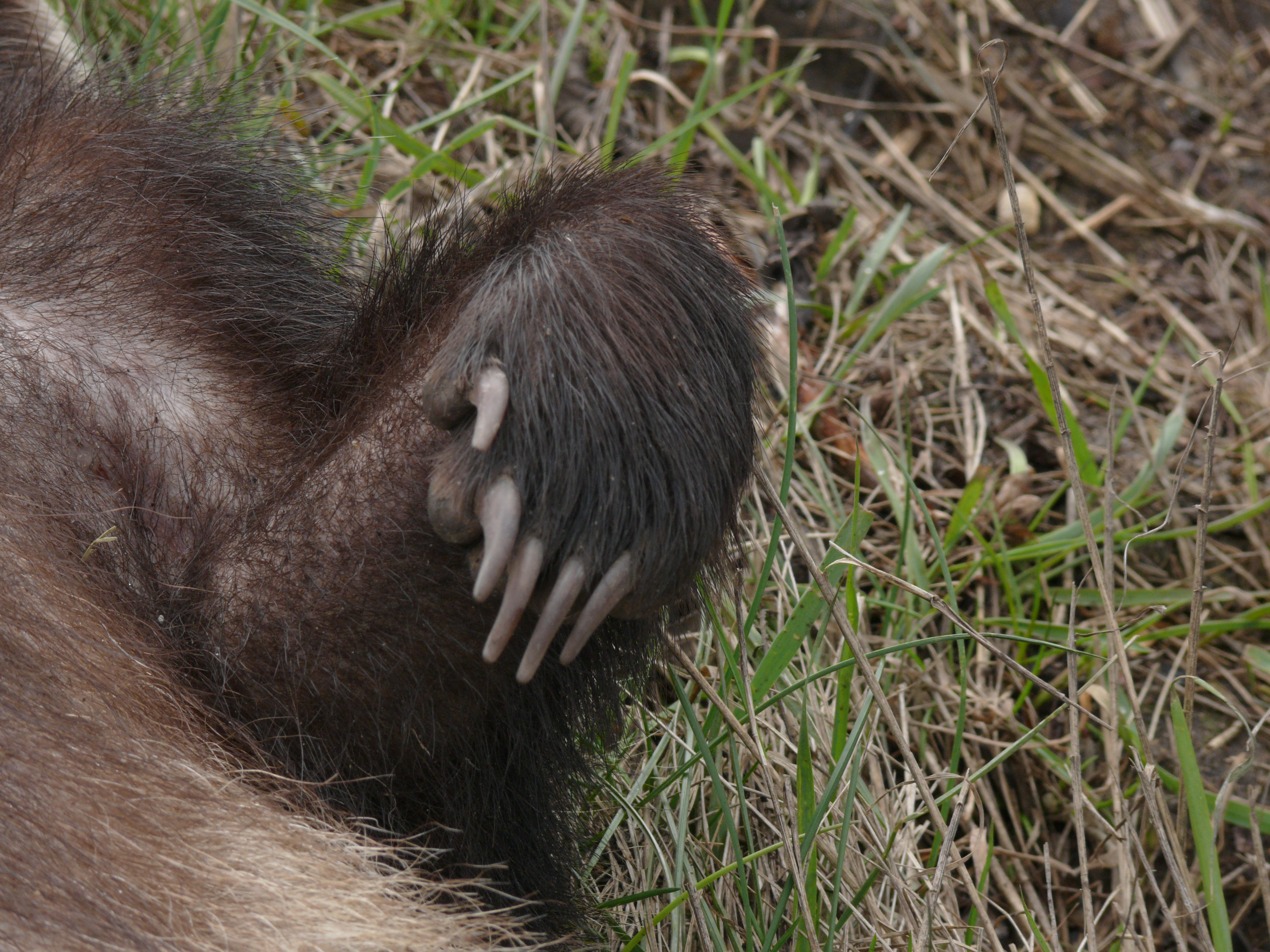
Die langen Vorderkrallen sind zum Graben gut geeignet
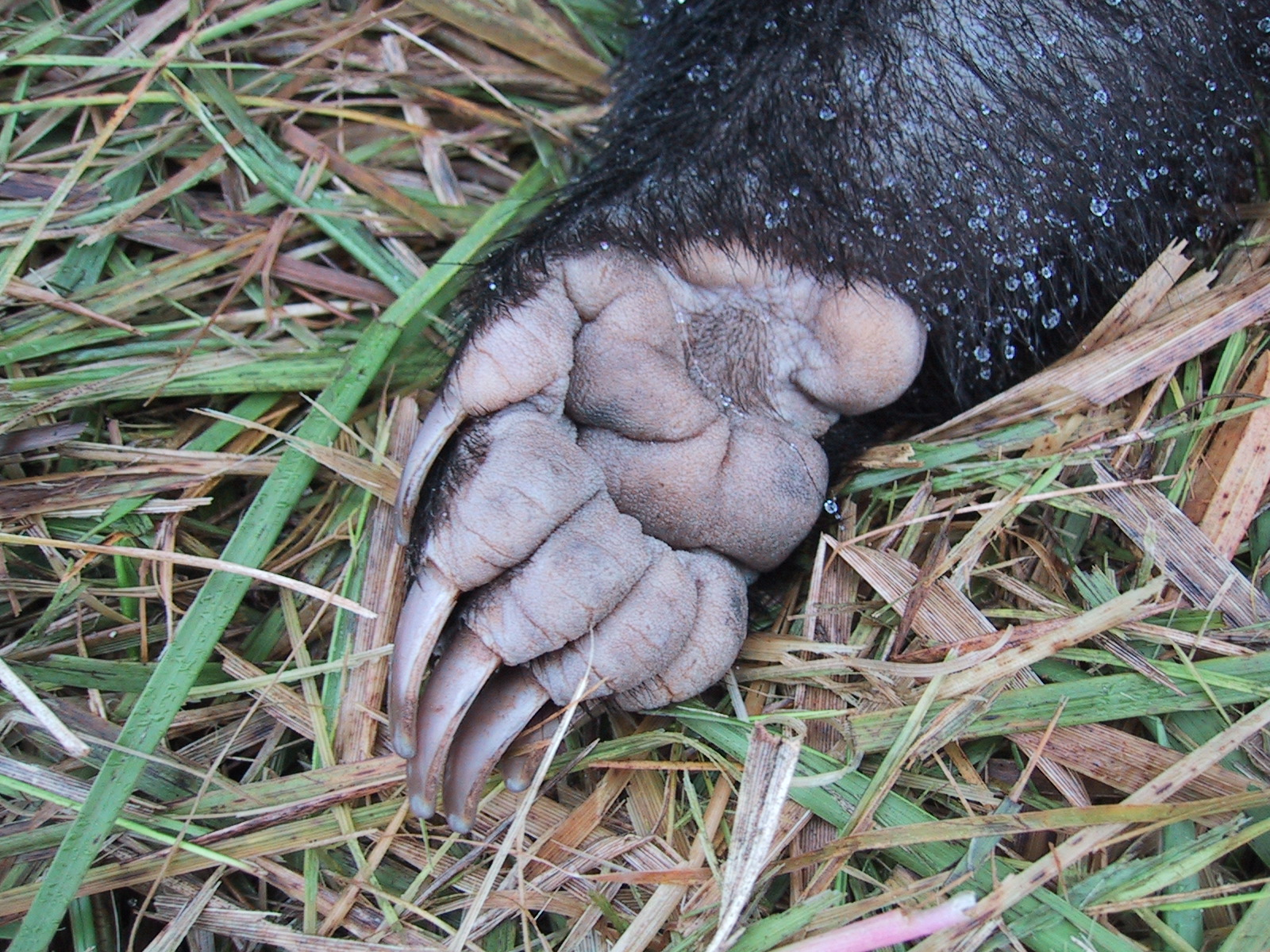
Die Sohlen sind unbehaart
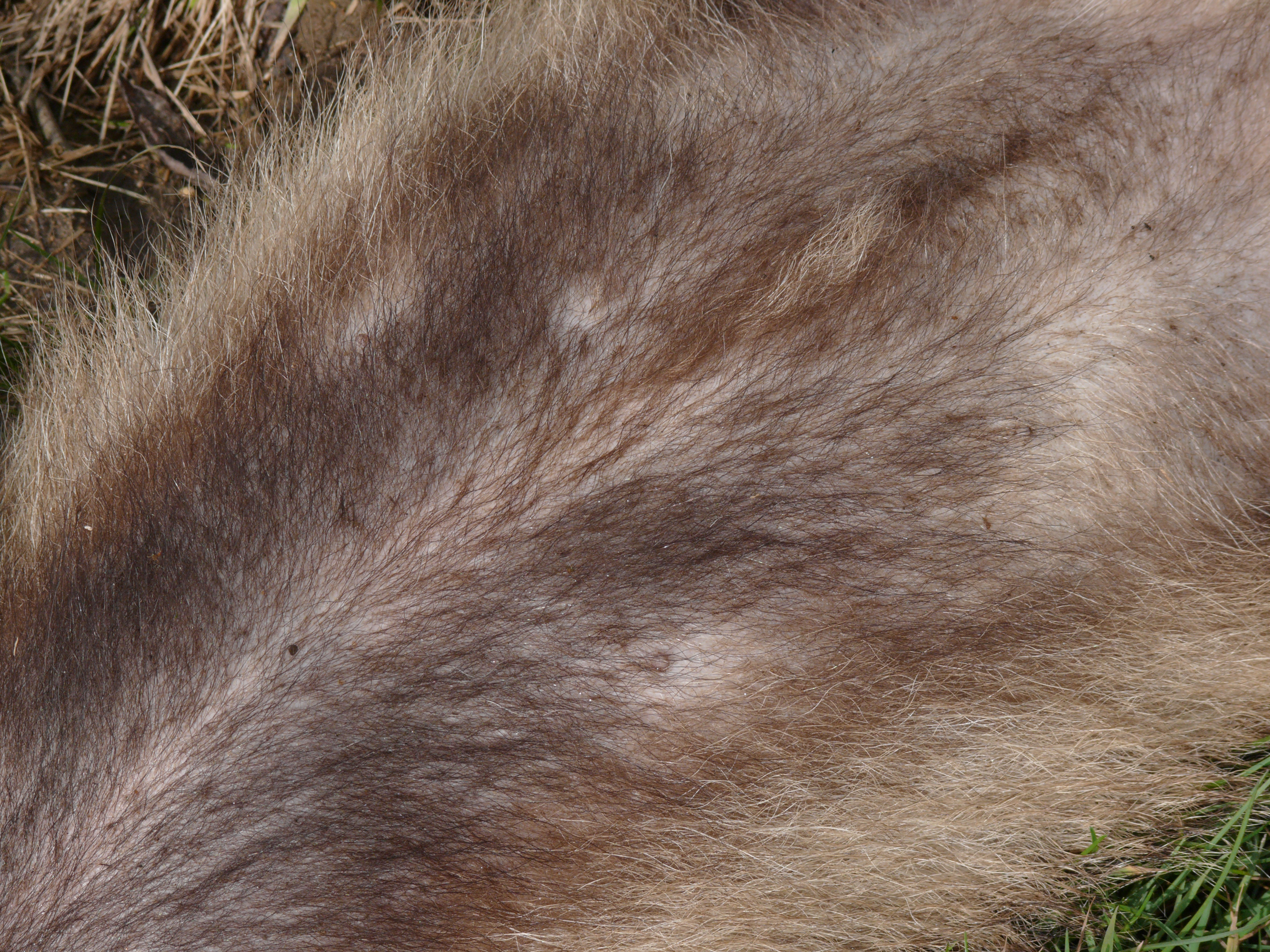
Dünne Bauchbehaarung, im Bild zwei der drei Zitzenpaare

### Gebiss und Skelett
Die Zusammensetzung des Gebisses entspricht der omnivoren Ernährungsweise: es ist zu einem Teil typisches Carnivorengebiss mit scharfen Schneide- und Eckzähnen sowie vorderen Prämolaren; die hinteren Prämolaren und die Molaren sind eher auf eine mahlende Tätigkeit hin ausgelegt.
Der Schädel ist massig und mit 140 g relativ schwer. Er weist breite Jochbögen und einen ausgeprägten Sagittalkamm auf, der bis zu 16 mm hoch sein kann. An diesem setzt der äußerst kräftige Schläfenmuskel an, der maßgeblich an der außerordentlichen Beißkraft der Dachse beteiligt ist. Das Kiefergelenk ist sehr robust gebaut: Der Gelenkfortsatz wird von der Gelenkfläche am Schläfenbein kapselig umschlossen, so dass der Unterkiefer ohne Beschädigung kaum vom übrigen Schädel abgelöst werden kann.
Das postcraniale Skelett fällt durch die kräftigen Knochen der Gliedmaßen sowie durch die für Marderartige untypisch lange Rumpfwirbelsäule auf.
Ein wichtiges diagnostisches Merkmal ist wie bei allen Marderartigen die Beschaffenheit des Penisknochens (Baculum). Dieser kann sowohl zur Bestimmung des Alters herangezogen werden, als auch zur Klärung taxonomischer Verhältnisse innerhalb der Gattung. So unterscheiden sich die Bacula der vier Arten bedeutend in verhältnismäßiger Länge, Querschnitt, Biegung und Ausformung des distalen „Kopfteils“. Dies unterstützt genetische und zahnmorphologische Befunde und trug nicht unmaßgeblich zur Aufspaltung der Gattung in vier Arten bei.

### Sinne

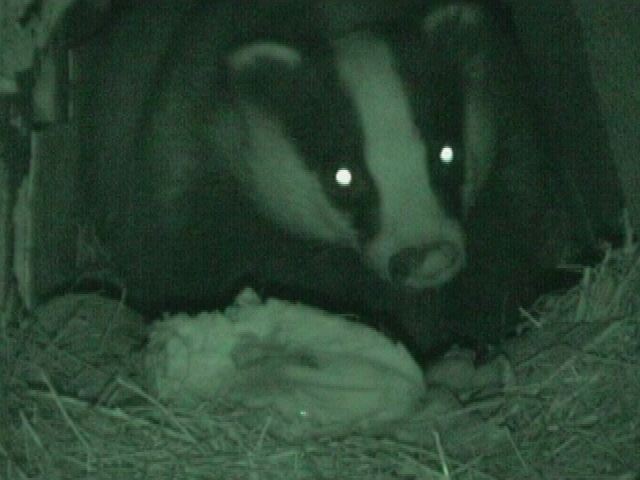
Reflektierendes Tapetum lucidum bei einem Dachs

Rückschlüsse auf die Sinne lassen vor allem die Ausprägungen der verschiedenen Hirnregionen zu. Bei den Dachsen sind die Riechkolben und das Kleinhirn – beteiligt an der Verarbeitung von Geruchs- und Akustikwahrnehmungen – gut entwickelt. Der Teil des Mittelhirns, der für die visuelle Wahrnehmung zuständig ist, ist hingegen relativ klein. Diese Befunde werden durch Verhaltensbeobachtungen gestützt. So scheint die Sehfähigkeit der Dachse weniger auf Details und Schärfe ausgelegt, sondern mehr auf die grobe Erkennung von Formen. Helles Tageslicht kann die Sehfähigkeit stark beeinträchtigen, denn obwohl die Augen für ein nachtaktives Tier ungewöhnlich klein sind, sind sie mit einer sehr hohen Anzahl von Stäbchen und der Ausprägung eines Tapetum lucidums gut für ein Sehen bei Restlicht ausgelegt. Wichtigste Sinneswahrnehmung ist aber der Geruchssinn. Dieser ist, wie auch die Nasenmuscheln, äußerst hoch entwickelt. Verhaltensbeobachtungen dokumentieren das außerordentliche Unterscheidungs- und Orientierungsvermögen im Hinblick auf Gerüche. Das Hörvermögen ähnelt vermutlich dem des Menschen, ist aber im Bereich hoher Töne sehr viel besser ausgeprägt.

## Verbreitung
Das transpaläarktische Verbreitungsgebiet der Gattung reicht von Westeuropa bis in die Amurregion und nach Japan. In Nordeuropa reicht sie nordwärts etwa bis zu 67° Nördlicher Breite, im nordöstlichen Asien nur bis etwa 55° N. Der Südrand verläuft entlang der europäischen Mittelmeerküste, durch den äußersten Norden der Arabischen Halbinsel und nördlich des Persischen Golfs, entlang des Hochlands von Tibet und liegt in Ostasien bei etwa 20° N.

## Systematik
Bis Ende der 1990er Jahre wurde der paläarktisch verbreitete Dachs (Meles meles; vgl. Verbreitung von Arctonyx) als einzige rezente Art der Gattung Meles angesehen. Neuere morphologische Untersuchungen des Baculums und der Molaren sowie Untersuchungen der mitochondrialen DNA haben aber ergeben, dass die vier bislang beschriebenen Subspeziesgruppen jeweils Artstatus verdienen. Die Art wurde daher aufgeteilt in den Europäischen Dachs (Meles meles), den Asiatischen Dachs (Meles leucurus), den Transkaukasischen Dachs (Meles canescens) und den Japanischen Dachs (Meles anakuma).

## Lebensweise
Die vier eurasischen Dachsarten der Gattung Meles bewohnen vorwiegend reich strukturiertes, bewaldetes und hügeliges Gelände. Nicht selten kommen sie in der Kulturlandschaft vor, bisweilen auch im Randbereich von urbanen Siedlungsräumen. Sie sind überwiegend dämmerungs- und nachtaktiv und leben in teils sehr umfangreichen, selbst gegrabenen Erdbauten, die sowohl als Unterkunft während des Tages, als auch zur Jungenaufzucht genutzt werden. Dachse leben in Familienverbänden, die meist aus einem oder mehreren Weibchen mit ihrem Nachwuchs aus bis zu zwei aufeinanderfolgenden Jahren bestehen. Während beim Europäischen Dachs auch oft ein oder mehrere Männchen zum „Clan“ gehören und nur während der Niederkunft der Weibchen aus dem Bau verbannt werden, scheinen beim Japanischen Dachs die Männchen als Einzelgänger zu leben und nur gelegentliche Kontakte zu verschiedenen Weibchen zu pflegen. Die Nahrung besteht vorwiegend aus Würmern und Insekten. Sind diese aber jahreszeitlich bedingt schlechter verfügbar, kann der Anteil an pflanzlicher Nahrung wie Beeren oder Früchten stark zunehmen. Ergibt sich die Gelegenheit, werden aber auch andere Nahrungsquellen teils ausgiebig genutzt, dazu gehören Bienen- und Wespennester, Aas oder Kleintiere.